# Androlymnia
Androlymnia is een geslacht van vlinders van de familie Uilen (Noctuidae), uit de onderfamilie Amphipyrinae.

## Soorten
- Androlymnia clavata Hampson, 1910
- Androlymnia difformis Roepke, 1938
- Androlymnia emarginata (Hampson, 1891)
- Androlymnia incurvata (Wileman & West, 1920)
- Androlymnia malgassica Viette, 1965
- Androlymnia torsivena (Hampson, 1902)